# Baga Cerdana
La Baga Cerdana, és una obaga a cavall dels termes municipals de Calders i de Monistrol de Calders, al Moianès.
Està situada a l'extrem nord del terme, en els vessants septentrional i occidental del Serrat de Baiones. Als seus peus discorre el torrent de la Baga Cerdana.